# Abderrahman Kabous
Abderrahman Kabous (in arabo عبد الرحمن قابوس‎?; Meaux, 24 aprile 1983) è un ex calciatore francese naturalizzato marocchino, di ruolo centrocampista.

## Carriera

### Club
Ha giocato nel campionato marocchino, francese, svedese, bulgaro, spagnolo, danese e belga.

### Nazionale
Tra il 2007 e il 2009 è sceso in campo 9 volte con la maglia della Nazionale.